# Schweizer Meerträubel
Das Schweizer Meerträubel oder Schweizerisches Meerträubchen (Ephedra helvetica) ist eine nur in den Alpen vorkommende Pflanzenart aus der Gattung der Meerträubel (Ephedra).

## Beschreibung
Das Schweizer Meerträubel ist ein ausdauernder Zwergstrauch (Chamaephyt) und erreicht Wuchshöhen von 10 bis 25 cm. Die Äste sind graugrün, stielrund, fein gefurcht und papillös. Sie entspringen einem verholzten, kriechenden Rhizom. Laubblätter werden nicht gebildet. Es gibt gegenständige, rund 2 bis 3 mm lange Schuppenblätter, die häufig bis zur Mitte scheidig miteinander verwachsen sind und von bräunlicher bis weißer Farbe sind.
Die Art ist wie alle Vertreter der Gattung zweihäusig (diözisch). Der Gesamtblütenstand ist ährig-traubig, wobei die Teilblütenständen in Wirteln angeordnet sind. Die weiblichen Blütenstände sind grünlich, bestehen aus zwei Blüten und sind von schuppigen Hochblattpaaren umgeben; sie stehen einzeln oder zu zweit an der Spitze von kurzen Zweigen. Die männlichen Blütenstände sind sitzend oder kurz gestielt und bestehen aus 8 bis 16 gelben Blüten, die ährig-knäuelig angeordnet sind. Blütezeit ist April und Mai. Der Samenstand ist leuchtend rot, beerenartig und hat einen Durchmesser von 6 bis 7 mm.
Die Chromosomenzahl beträgt 2n = 28.

## Inhaltsstoffe
Wie beinahe alle Vertreter der Gattung enthält der Schweizer Meerträubel den Wirkstoff Ephedrin.

## Vorkommen
Das Schweizer Meerträubel ist auf die Alpen beschränkt. In der Schweiz gibt es Vorkommen im Wallis. Daneben kommt es auch im Südtirol, im Aostatal und in den französischen Alpen vor.
Standorte sind trocken-warme Felsfluren der collinen bis submontanen Höhenstufe. Sie kommt vorwiegend in der Pflanzengesellschaft Inneralpine Felsensteppen (Stipo-Poion) vor.
Die ökologischen Zeigerwerte nach Landolt & al. 2010 sind in der Schweiz: Feuchtezahl F = 1 (sehr trocken), Lichtzahl L = 5 (sehr hell), Reaktionszahl R = 5 (basisch), Temperaturzahl T = 4+ (warm-kollin), Nährstoffzahl N = 2 (nährstoffarm), Kontinentalitätszahl K = 5 (kontinental).
Der Schweizer Botaniker Heinrich Zoller beschreibt die Wuchsorte im Wallis folgendermaßen:
Das Auftreten ist streng an die extremsten und wärmsten Stellen gebunden. Im mittleren Wallis vermag die Art nur in initialen, offenen Beständen steiler südexponierter Felshänge zu gedeihen, wo sie im Ephedro-Artemisetum vallesiacae dank ihrer Ausläufer auch größere, fast reine Bestände zu bilden vermag. An den schroffen Abstürzen kommen nur relativ wenige Pflanzenarten vor, darunter Allium sphaerocephalon, Artemisia maritima subsp. vallesiaca, Hyssopus officinalis, Koeleria vallesiana, Onosma tauricum subsp. helveticum, Scorzonera austriaca, Stipa capillata; die Vegetation vermag den nackten Skelettboden kaum zur Hälfte zu decken. Der enge Lebensbezirk war eine Überdauerungsstätte der lichtbedürftigen Steppenvegetation.
In der Schweiz ist die Art als verletzlich eingestuft und ist durch Anhang 2 der Verordnung über den Natur- und Heimatschutz des Bundesrates geschützt.

## Systematik
Ephedra helvetica wurde 1846 von Carl Anton von Meyer erstbeschrieben. Dadurch wurden die Alpen-Sippen mit verlängertem und spiralig gedrehtem Mikropylartubus von der weit verbreiteten Art Ephedra distachya abgetrennt.
Die Stellung des Schweizer Meerträubel als eigenständige Art sowie die taxonomische Umgrenzung der Art werden nicht einheitlich bewertet. Häufig wird die Sippe als Unterart Ephedra distachya L. subsp. helvetica (C. A. Mey.) Asch. & Graebn. bewertet. Die im Vinschgau vorkommenden Sippen wurden allerdings lange zu Ephedra distachya gestellt, während die im Wallis als Ephedra helvetica angesehen wurden, so etwa in der „Flora der Schweiz“. In den 1990er-Jahren wurden die alpischen Ephedra-Populationen in die Kleinarten Ephedra helvetica s. str., Ephedra negrii Nouviant (Syn.: Ephedra helvetica f. gracilis G. Negri) und Ephedra dubia aufgetrennt, die alle drei im Vinschgau nachgewiesen wurden. Molekulargenetische Untersuchungen ergaben jedoch, dass die Alpen-Populationen zwar deutlich von Ephedra distachya getrennt sind, untereinander jedoch zu eng verwandt sind, um eine Aufteilung in einzelne Arten oder Unterarten sinnvoll erscheinen zu lassen.

## Belege
- Karl Oswald, Thomas Wilhalm: Meerträubel, Meerträubchen / Ephedra. In: Manfred A. Fischer, Karl Oswald, Wolfgang Adler: Exkursionsflora für Österreich, Liechtenstein und Südtirol. 3., verbesserte Auflage. Land Oberösterreich, Biologiezentrum der Oberösterreichischen Landesmuseen, Linz 2008, ISBN 978-3-85474-187-9, S. 258–259.